# Catocala fraxini
Cánh dưới màu xanh da trời (Catocala fraxini), tiếng Anh thường gọi là Clifden Nonpareil, là một loài bướm đêm thuộc họ Noctuoidea. Nó được tìm thấy ở châu Âu và North và Đông Á.

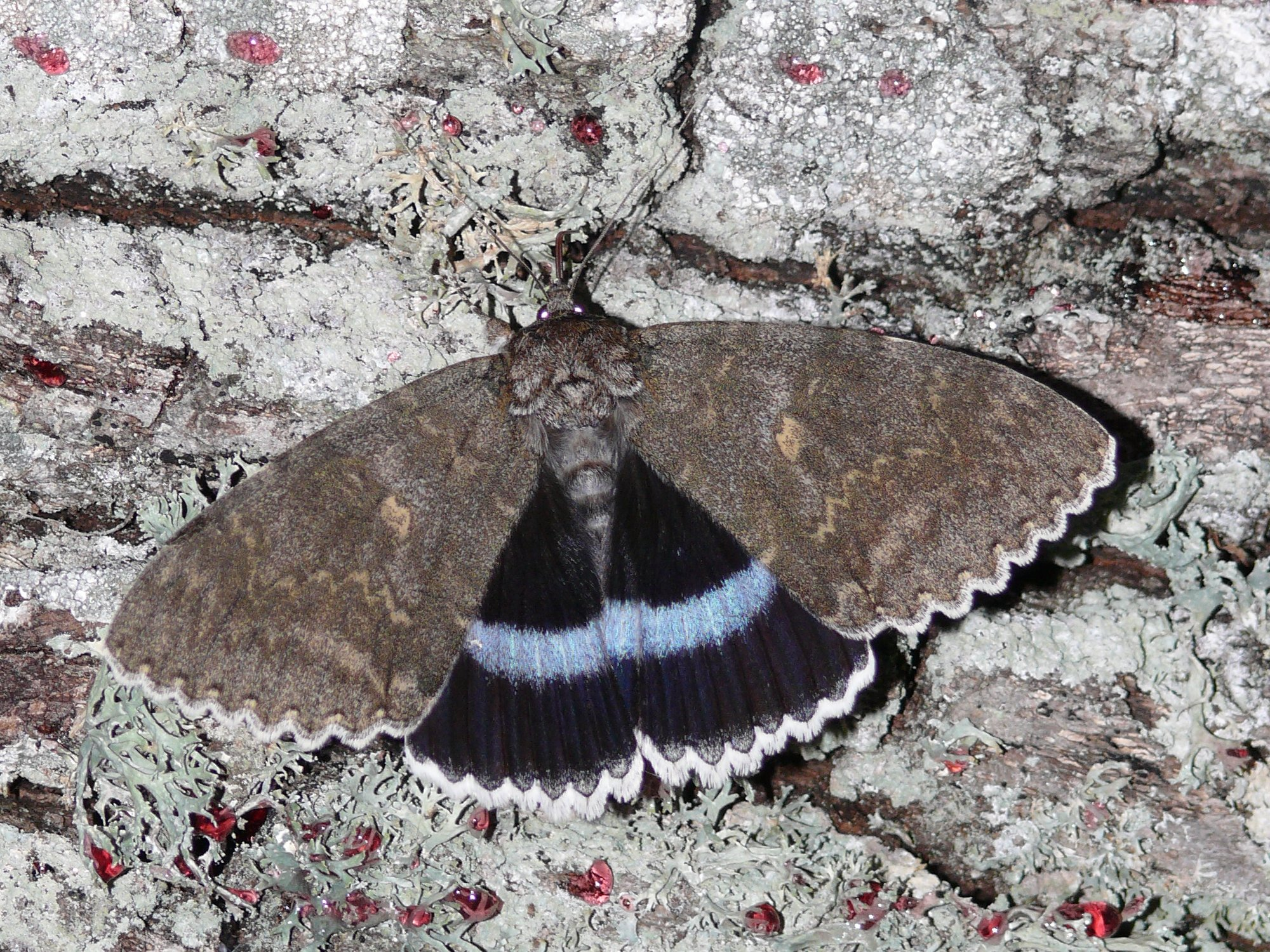

Sâu bướm ăn các loài various dương.

## Hình ảnh

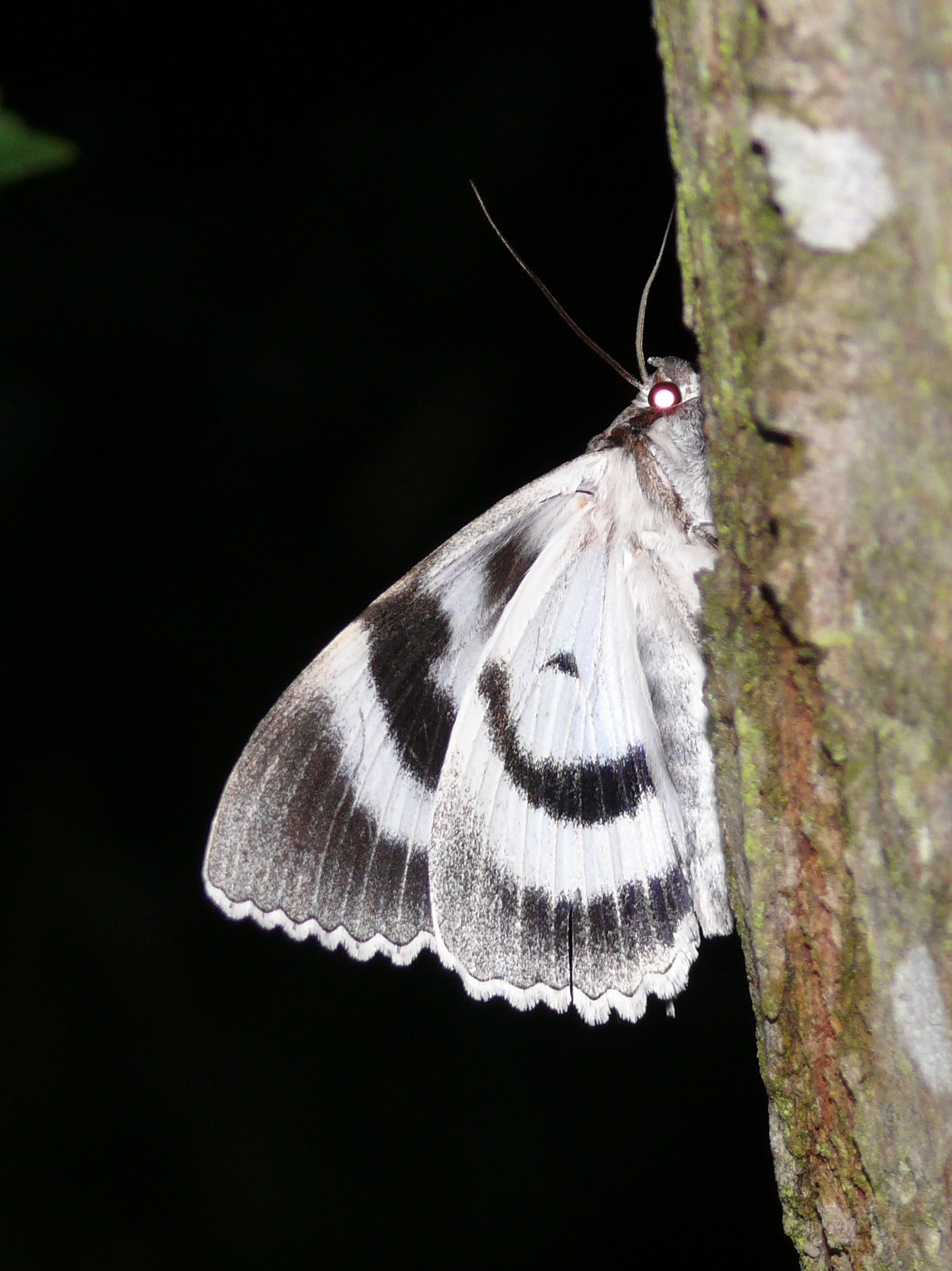
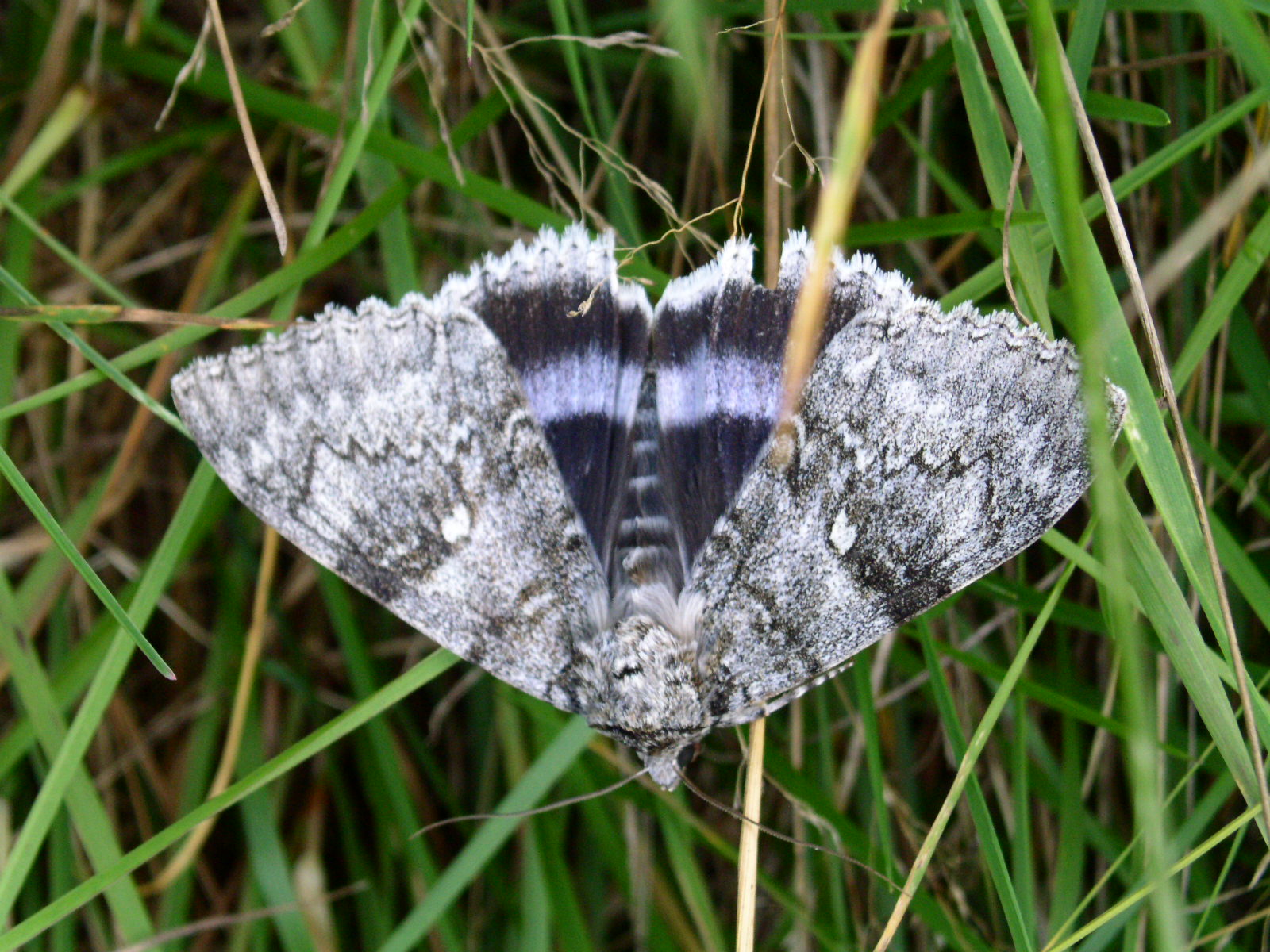
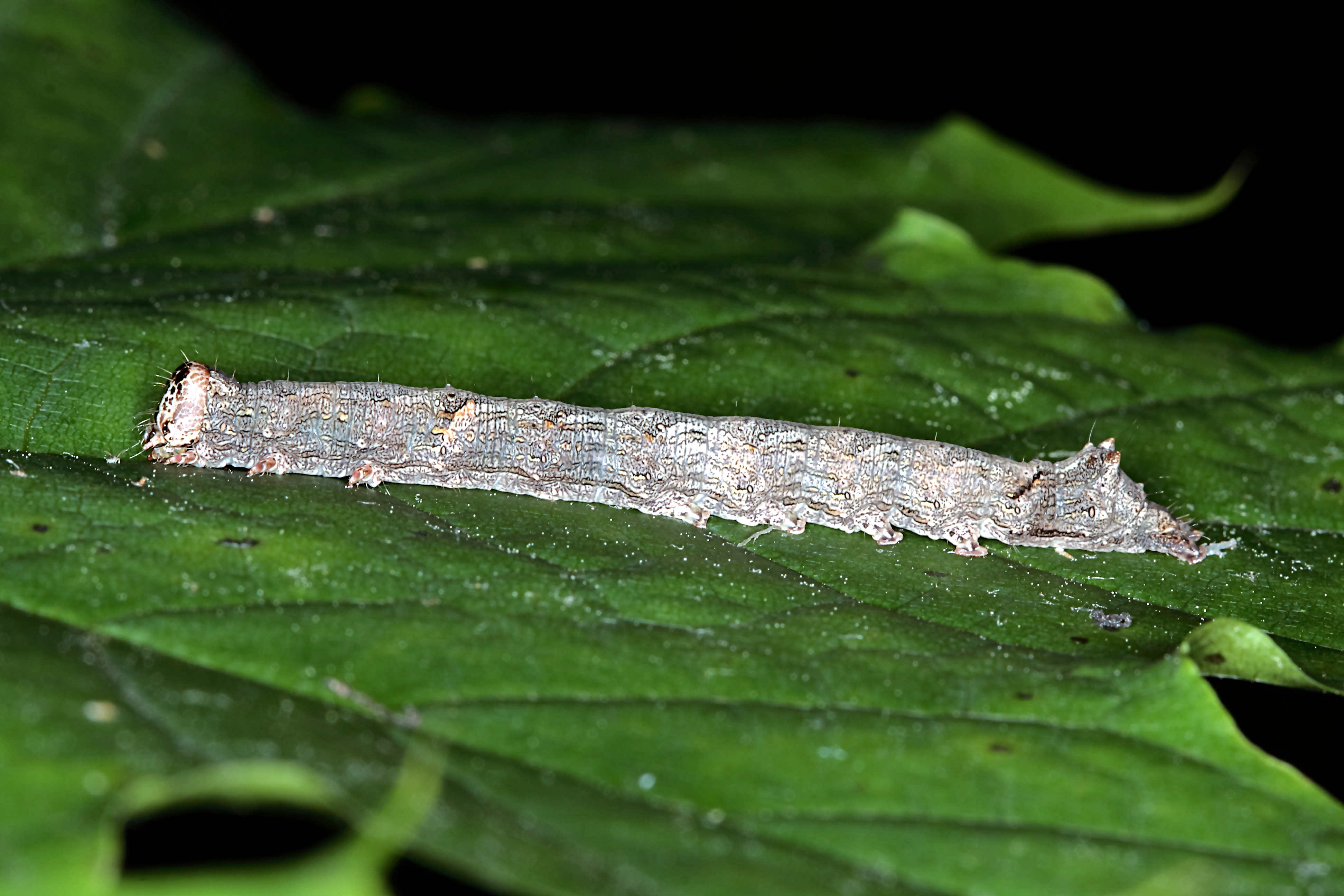
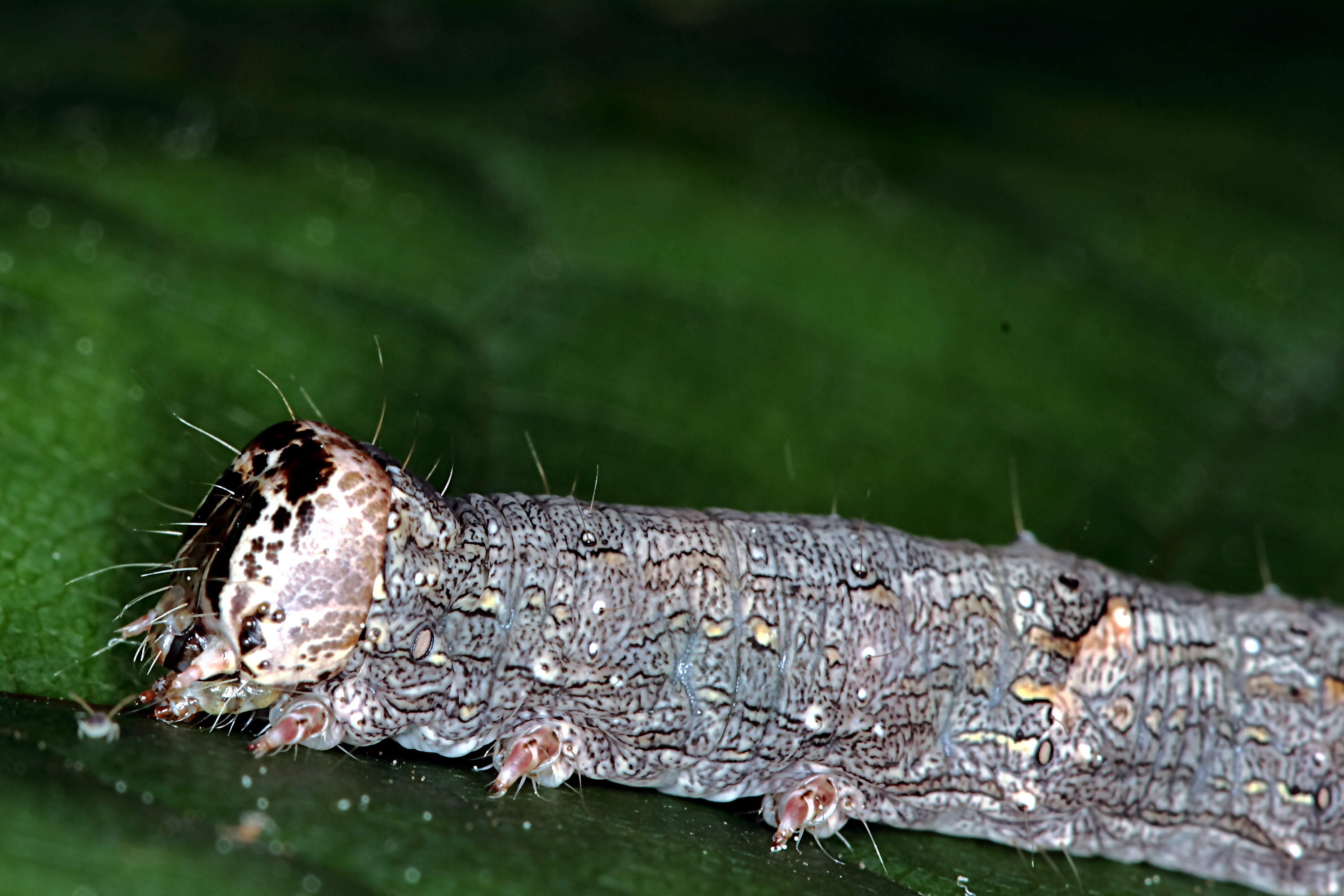